# Jean-Baptiste Nicolas Roch de Ramezay
Pour les articles homonymes, voir Ramezay.
Jean-Baptiste Nicolas Roch, seigneur de Ramezay, né le 4 septembre 1708 à Montréal et mort le 7 mai 1777 à Blaye (France), est un officier de marine et administrateur colonial français du XVIIIe siècle. Lieutenant du roi, il signe au nom du Roi de France les articles de la capitulation de Québec en 1759, lors de la Guerre de Sept Ans.

## Biographie

### Origines et jeunesse
Jean-Baptiste Nicolas Roch de Ramezay est le fils cadet de Claude de Ramezay, qui commandait les troupes canadiennes en 1704, fut gouverneur de Montréal, et également gouverneur-général de la Nouvelle-France durant l'absence du gouverneur Philippe de Rigaud de Vaudreuil. Après la mort de son père, ainsi que celle de son frère (mort en août 1725), sa mère en obtient la lieutenance.

### Carrière militaire
Il est envoyé au Fort Niagara (près de Youngstown), sous le commandement de l'ingénieur Gaspard-Joseph Chaussegros de Léry, pour lutter contre les Britanniques dans cette région. À partir de 1728, Ramezay mène plusieurs expéditions contre les indiens dans le Pays des Illinois et le Wisconsin. En 1731, il est promu capitaine.

En 1734, il est nommé commandant du Fort Tourette (Ontario actuel).
En 1746, Ramezay commande l'expédition envoyée (composée de 700 hommes et 7 navires) par le marquis de Beauharnois (gouverneur de la Nouvelle-France) et l'intendant Hocquart, pour participer à la campagne d'Acadie. Il doit, soit rejoindre l'escadre commandée par le duc d'Anville, soit attaquer (s'il ne pouvait rejoindre les troupes du duc d'Anville) Canseau et Annapolis Royal. Apprenant la mort du duc, il attaque Annapolis Royal, mais faute de renforts suffisants, il abandonne l'attaque.

Après l'attaque des troupes coloniales britanniques du lieutenant-colonel Arthur Noble (pour empêcher de nouvelles incursions françaises en Nouvelle-Écosse), Ramezay décide de lancer une contre-attaque qui sera un succès.La gloire retombe sur lui : le 15 février 1748, il est en effet décoré de la croix de Saint-Louis).

## Le siège de Québec
Ramezay devient Major de Québec en 1749, il est le second du lieutenant du roi ; c'est en 1758 qu'il devient lieutenant du roi.
Devant l'imminence d'une attaque sur Québec en 1759, sur l'ordre du gouverneur Vaudreuil et du marquis de Montcalm, des troupes venues de Montréal, Trois-Rivières, et Québec soutenues par des alliés indiens, se positionnent autour de la ville de Québec. Ramezay commande les troupes de la haute-ville (700 soldats, quelques canons et des miliciens), mais sa santé l'oblige à se retirer. Il reprend son poste après la Bataille des Plaines d'Abraham mais le marquis de Vaudreuil décide la retraite et fait ramener la plupart des vivres vers Trois-Rivières. Ramezay reste à Québec, mais le quartier général de Vaudreuil, lui a ordonné de capituler dès qu'il n'aura plus de vivres.
Après avoir reçu les avis des bourgeois de la ville, ainsi que ceux de son état-major, il signe la capitulation avec les représentants de la couronne britannique: Charles Saunders et George Townshend. Blâmé par Vaudreuil auprès de Versailles ; il écrira un mémoire pour sa défense ; Mémoire Du Sieur de Ramezay. 

## Vaudreuil
Vaudreuil, le 19 septembre 1759, lui écrit une courte lettre dont est extrait le passage suivant : « Comme j'avais pourvu M. de Lévis, à accourir à Québec, en toute hâte, une capitulation aussi prompte m'a très surpris et elle a fait le même effet sur toute l'armée. Vous pourrez remettre vous-même en France la Capitulation que vous avez faite au Ministre. Ce sera à lui à juger si vous avez bien ou mal fait. Quant à moi, je me réserve de lui rendre compte de tous les événements qui sont arrivés à la fin de la campagne, et vous ne serez point oublié pour tout ce que vous avez fait avant la capitulation. Du Camp du Calvaire, ce 19 septembre 1759 Vaudreuil. ».
Ramezay s'embarque le 22 septembre 1759 pour la France, mais son départ est retardé au 19 octobre. Il meurt à Blaye le 7 mai 1777.

### Archives
- Le fonds d'archives de Jean Baptiste Nicolas Roch de Ramezay est conservé au centre d'archives de Québec de Bibliothèque et Archives nationales du Québec[4].

## Sources et bibliographie
- Jean Baptiste Nicolas Roch, sieur de Ramezay, Mémoire du sieur de Ramezay, commandant à Québec, au sujet de la reddition de cette ville, le 18 septembre 1759, d'après un manuscrit aux archives du Bureau de la marine, à Paris, Québec : Lovell, 1861, 133 p. (IA LHSQ disponible en ligne)
- Laurent Veyssière (dir.) et Bertrand Fonck (dir.), La guerre de Sept Ans en Nouvelle-France, Québec, Septentrion (Canada) et PUPS (France), 2012, 360 p. (ISBN 978-2-89448-703-7)
- Guy Frégault, La Guerre de la Conquête, Montréal, Fides, 2009, 514 p. (ISBN 978-2-7621-2989-2)
- D. Peter Macleod, La vérité sur les plaines d'Abraham : les huit minutes de tirs d'artillerie qui ont façonné un continent, Montréal, Éditions de l'Homme, 2008, 491 p. (ISBN 978-2-7619-2575-4, OCLC 319952281)
- Jacques Mathieu et Sophie Imbeault, La Guerre des Canadiens. 1756-1763, les éditions du Septentrion, Québec, 2013, 280 p. [présentation en ligne]
- (en) Fred Anderson, Crucible of War : The Seven Years' War and the Fate of Empire in British North America, 1754-1766, New York, Knopf, 2000, 862 p. (ISBN 978-0-375-40642-3, OCLC 40830180, lire en ligne).
- (en) Alfred A. Cave, The French and Indian war, Westport, Connecticut - Londres, Greenwood Press, 2004, 175 p. (ISBN 978-0-313-32168-9, OCLC 57479223, lire en ligne)
- (en) W.J. Eccles, France in America, New York, Harper & Row, Publishers, 1972 (présentation en ligne)